# Moumoon YUKAのオールナイトニッポンR
『moumoon YUKAのオールナイトニッポンR』（ムームーン ユカのオールナイトニッポンアール）は、ニッポン放送の深夜枠「オールナイトニッポンR」で毎月第1土曜日に放送されていたラジオ番組。
パーソナリティは音楽ユニット「moumoon」のYUKA（ボーカル）。

## 概要
2010年4月から毎週土曜日の『オールナイトニッポンR』は、アーティスト4組が月1レギュラーとして週変わりでパーソナリティを担当。moumoonのYUKAは第1土曜日を担当していた。
当初は他の担当3組と同様に10月まで（2クール）の期間限定とされていたが、好評を受けて延長が決定、2011年3月まで放送されることになった。さらに2011年3月の番組内で4月以降も引き続き当枠で放送されることが発表された。
レギュラー化以前、一度2009年12月に特番として放送されたことがある。

## コーナー
ネタコーナーではYUKAの独断で、良かったものから順番に満月、半月、三日月と判定される。
あまりにヒドイもの、発想が飛び過ぎなものは皆既月食と判定される。
ユカユカ動画
某動画共有サイトでは決して見ることのできないような番組のタイトルとその内容を紹介する。略してユカ動。
アイアムアリトルヒーロー
リスナーから寄せられた思わず「ちっちゃ!」とツッコミたくなるようなスケールの小さな行動を報告する。YUKAが最近ハマっている漫画『アイアムアヒーロー』との勝手コラボコーナー。
お気づきになっただろうか…？
不運にもリスナーが気付いてしまった出来事を『ほんとにあった怖い話』のナレーション風に紹介する。
失レイン
リスナーの2度と繰り返したくない失恋エピソードを紹介する。辛かったものから今思えば笑えてくるものまで何でもOK。コーナータイトルは、moumoonの曲「リフレイン」から。
ワインバーYUKA
お酒の席で1杯目に飲むのがワインというYUKAが、ワインバーで気軽に使える小粋なマメ知識を披露する。
ポエムームーン
リスナーから送られてきたポエムを朗読する。面白いものから真剣なものまで何でもOK。朗読後、内容にちなんだ楽曲が流される。

### 過去のコーナー
- 聴けるエリア限定企画 勝手にケンミンSHOW!私の町のここが凄いんです!（#2-8）

午前4時30分以降も放送している、北海道STVラジオ、栃木放送、茨城放送、京都放送、九州朝日放送のリスナーに、お国自慢や地域独特の文化・風習を報告してもらう。メールのほか毎回１人リスナーと電話をつないで直接話を聞く。
- 新種のキノコ発見しました!!（#2-12）

趣味は「キノコの名前を覚えること」というYUKAに、リスナーが新種のキノコを発見した人と、そのキノコの名前を報告する。名前の最後を「〜ダケ（茸）」で引っ掛けた駄洒落が多い。
- 妄想アメリカン（#2-12）

アメリカ留学の経験があるYUKAが、リスナーのイメージする「アメリカ」を妄想しながら紹介する。

## 歴史

### 2009年
- 12月18日、特番で放送。

### 2010年
- 5月18日、はんにゃ・川島が名前を読み間違えた件で『はんにゃのオールナイトニッポン』にゲスト出演。
- 6月5日、ゲストに相方のmoumoon・柾が出演、スタジオライブで「Flowers」を披露。
- 8月7日、初の生放送。
- 9月4日、サプライズ演出で番組存続決定を知らされて涙ぐむ。

### 2011年
- 1月1日、YUKAの急病により、相方のmoumoon・柾が代理で出演。
- 2月28日、『moumoonのオールナイトニッポン』としてオールナイトニッポン月曜日を担当[3]。ゲストに相方の柾が出演、「Sunshine Girl」をスタジオ生ライブで披露。
- 3月5日、オープニングトークで番組存続を発表（収録）。

### 2012年
- 2月4日、オープニングトークで土曜日全体の改編により3月で終了となることを発表（収録）。
- 5月5日、一夜限りの復活。

## スタッフ
ディレクター：角銅秀人

## ネット局・放送時間
27：00 - 28：00 （日曜未明3：00 - 4：00）
| 放送対象地域  | 放送局      |
| ------------- | ----------- |
| 岩手県        | IBC岩手放送 |
| 山形県        | 山形放送    |
| 山梨県        | 山梨放送    |
| 長野県        | 信越放送    |
| 福井県        | 福井放送    |
| 中京広域圏    | CBCラジオ   |
| 和歌山県      | 和歌山放送  |
| 岡山県 香川県 | 西日本放送  |
| 山口県        | 山口放送    |

| 放送対象地域 | 放送局     |
| ------------ | ---------- |
| 徳島県       | 四国放送   |
| 愛媛県       | 南海放送   |
| 高知県       | 高知放送   |
| 長崎県       | 長崎放送   |
| 熊本県       | 熊本放送   |
| 宮崎県       | 宮崎放送   |
| 鹿児島県     | 南日本放送 |

27：00 - 28：30
| 放送対象地域 | 放送局       |
| ------------ | ------------ |
| 関東広域圏   | ニッポン放送 |

27：00 - 29：00
| 放送対象地域  | 放送局    |
| ------------- | --------- |
| 北海道        | STVラジオ |
| 茨城県        | 茨城放送  |
| 栃木県        | 栃木放送  |
| 京都府 滋賀県 | KBS京都   |
| 福岡県        | KBCラジオ |